# Ezequiel Forclaz
Jorge Ezequiel Forclaz (San Fernando, 3 aprile 2003) è un calciatore argentino, centrocampista del Liverpool (M) in prestito dal Tigre.

## Caratteristiche tecniche
Gioca come trequartista.

## Carriera
Forclaz è cresciuto nel settore giovanile del Tigre ed ha debuttato in prima squadra il 21 febbraio 2022 nell'incontro di Copa de la Liga Profesional vinto 2-0 contro il Barracas Central Il 10 marzo ha firmato il suo primo contratto professionistico. Ha segnato il suo primo gol il 31 ottobre 2023 decidendo la sfida di coppa di lega vinta 1-0 contro il Godoy Cruz.

## Statistiche

### Presenze e reti nei club
Statistiche aggiornate al 2 aprile 2024.
| Stagione        | Squadra         | Campionato      | Campionato | Campionato | Coppe nazionali | Coppe nazionali | Coppe nazionali | Coppe continentali | Coppe continentali | Coppe continentali | Altre coppe | Altre coppe | Altre coppe | Totale | Totale | Totale |
| Stagione        | Squadra         | Comp            | Pres       | Reti       | Comp            | Pres            | Reti            | Comp               | Pres               | Reti               | Comp        | Pres        | Reti        | Pres   | Reti   |        |
| --------------- | --------------- | --------------- | ---------- | ---------- | --------------- | --------------- | --------------- | ------------------ | ------------------ | ------------------ | ----------- | ----------- | ----------- | ------ | ------ | ------ |
| 2022            | Tigre           | PD              | 4          | 0          | CA+CdL          | 0+2             | 0               |                    | -                  | -                  | TC          | 0           | 0           | 6      | 0      |        |
| 2023            | Tigre           | PD              | 7          | 0          | CA+CdL          | 0+9             | 0+2             | CS                 | 0                  | 0                  |             | -           | -           | 16     | 2      |        |
| 2024            | Tigre           | PD              | 0          | 0          | CA+CdL          | 0+12            | 0+2             |                    | -                  | -                  |             | -           | -           | 12     | 2      |        |
| Totale carriera | Totale carriera | Totale carriera | 11         | 0          |                 | 23              | 4               |                    | 0                  | 0                  |             | 0           | 0           | 34     | 4      |        |